# 214th Reconnaissance Group
Le 214th Reconnaissance Group (214 RG) est une unité de la 162d Fighter Wing (en) (162 FW) de l'Arizona Air National Guard (en), stationné à Davis-Monthan Air Force Base, en Arizona, avec un emplacement opérationnel supplémentaire à Libby Army Airfield (en) à Fort Huachuca, en Arizona,. S'il est activé au service fédéral avec la United States Air Force, le 214 RG est acquis opérationnellement par l'Air Combat Command (ACC).

## Présentation
Le 214th Reconnaissance Group fait voler des MQ-1B Predator au-dessus de l'Afghanistan via satellite à partir de stations de contrôle au sol à Tucson. Les membres de la garde nationale aérienne mènent des opérations 24 heures sur 24, 7 jours sur 7.

## Opérations
Actuellement, l'unité survole l'Afghanistan de façon continue, 20 heures par jour, sept jours sur sept. Les opérations des Predator fournissent aux troupes au sol des vidéos à la fois diurnes et infrarouges de cibles sélectionnées. De plus, l'appareil est équipé de deux missiles AGM-114 Hellfire à guidage laser.
Les opérations des Predator de la Garde nationale aérienne de l'Arizona satisfont d'abord les exigences mondiales en matière de théâtre, mais évolueront probablement vers la défense directe du pays en collaboration avec le Department of Homeland Security et l'US Northern Command.
Une installation permanente située à Davis-Monthan Air Force Base est achevée en 2009.

## Caractéristiques
- Lignée : Crée sous le nom de 214th Reconnaissance Group, et affecté à l'Arizona ANG en 2007

Reconnaissance fédérale étendue et activée le 29 août 2007
- Affectation: 162d Fighter Wing (en), Tucson Air National Guard Base, en Arizona
- Composante: 214th Reconnaissance Squadron (en)
- Base: Davis-Monthan Air Force Base, Arizona
  - Lieu d'exploitation supplémentaire à Libby Army Airfield (en), Fort Huachuca, en Arizona